# Kvíslavatn
Kvíslavatn – jezioro o powierzchni 20 km² na Islandii, na południowy wschód od lodowca Hofsjökull.